# Tony Palermo

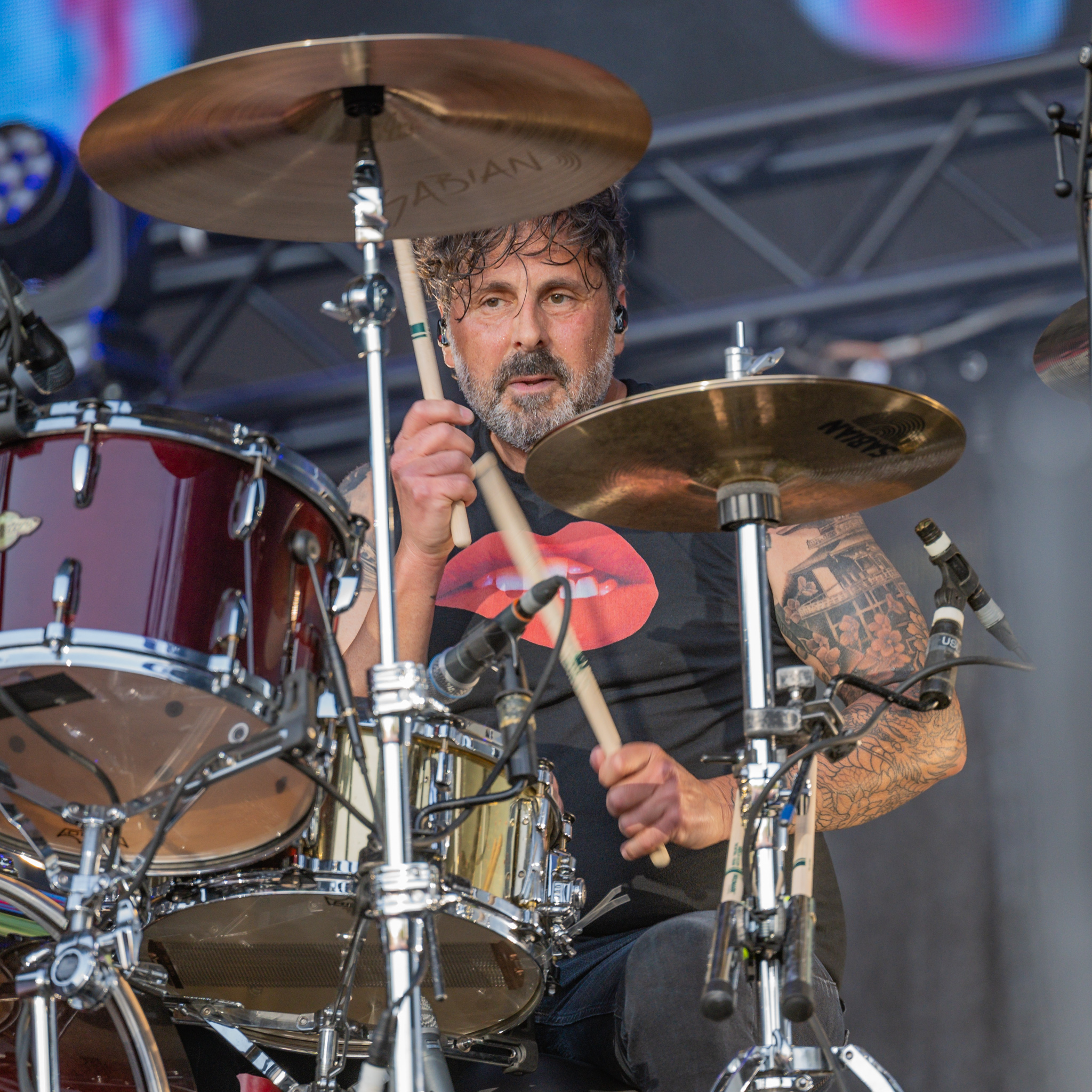
Tony Palermo (2023)

Anthony „Tony” Joseph Palermo (ur. 22 listopada 1969 w San Jose) – amerykański perkusista rockowego zespołu Papa Roach oraz współtwórca punk rockowego zespołu Pulley oraz post grunge’owego zespołu Unwritten Law.

## Kariera muzyczna
Rozpoczął swoją karierę jako perkusista zespołu Ten Foot Pole z Los Angeles. Miał swój epizod w zespole Unwritten Law. Z jego udziałem zespół nagrał albumy: Here’s to the Mourning oraz The Hit List. Będąc członkiem Unwritten Law otrzymał propozycję wspólnej trasy z Papa Roach zanim został pełnoprawnym członkiem tej grupy.
Obecnie Palermo gra wraz z zespołem Papa Roach. Nagrał dotychczas pięć albumów we współpracy z Papa Roach: Metamorphosis, Time for Annihilation, The Connection, F.E.A.R. i Crooked Teeth. Będąc członkiem Papa Roach bierze również udział w trasach Sixx:A.M.